# Ruby Bridges
Ruby Nell Bridges Hall (8 de septiembre de 1954, Tylertown, Misisipi) fue la primera niña afroamericana en asistir a una escuela de «blancos» en el año 1960. Tres años antes, varios adolescentes, entre ellos Dorothy Counts, habían intentado integrarse en el estado de Carolina del Norte.

## Primeros años

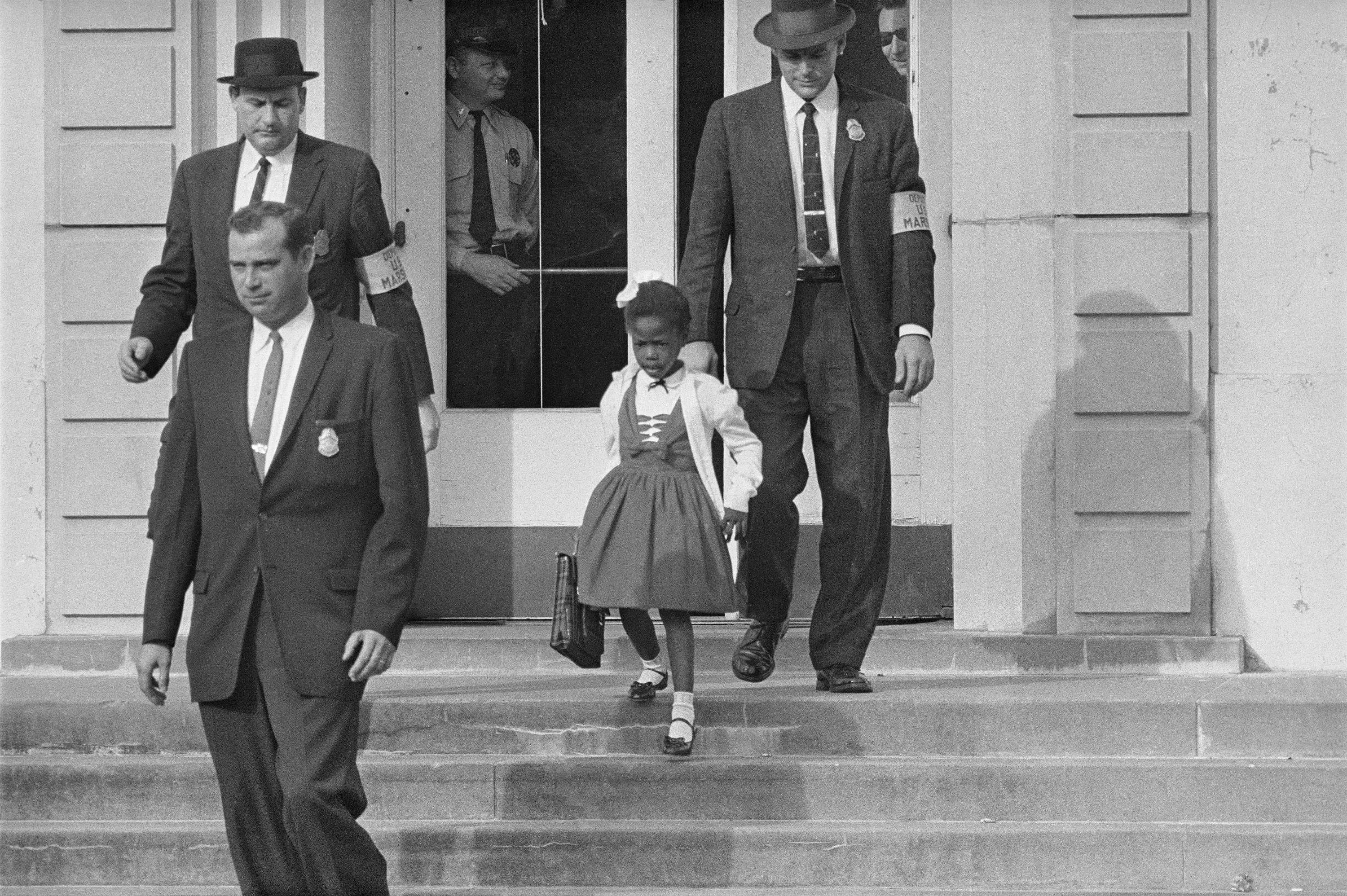
Ruby Bridges custodiada por agentes federales a la salida de la escuela en el año 1960.

A la edad de 4 años, Ruby Bridges se mudó con sus padres a Nueva Orleans, en el estado de Luisiana. En 1960, a la edad de 6 años, sus padres eran miembros de la Asociación Nacional para el Progreso de las Personas de Color y aceptaron participar en el sistema de integración racial de Nueva Orleans. Ruby, protegida por agentes federales, fue la primera afroamericana que acudió a un colegio de educación primaria, hasta ese momento «solo para blancos», la escuela William Frantz Elementary.
Aunque la Corte Suprema de los Estados Unidos había declarado la segregación ilegal desde 1954, todavía había una fuerte oposición de parte de los gobiernos y ciertas comunidades en los estados sureños. Para acceder a las escuelas de blancos, los niños negros debían demostrar que tenían el suficiente nivel académico; así, los sometían a un test de cuyo resultado dependía que tuvieran o no la oportunidad de asistir a esas escuelas. Para las familias no era una decisión cualquiera: aunque las leyes aprobaran la integración, la sociedad estaba muy en contra de la medida. No era una decisión fácil ni libre de consecuencias.
Ruby fue una de los seis niños que resultaron aptos y la única que se decidió a asistir a la escuela. Asistió a clases durante todo un año sola, porque los padres de los otros niños no querían que estuvieran cerca de ella debido al color de su piel.

William Frantz Elementary School en 2010.

Cinco décadas más tarde, habló con la BBC sobre su experiencia personal y el vital papel que jugó en romper las barreras raciales en Estados Unidos:

Recuerdo que ese día todo el mundo parecía estar muy emocionado. Los vecinos vinieron a casa por la mañana para ayudarme a salir para la escuela. Alguien golpeó a la puerta y, cuando mis padres abrieron, pude ver unos hombres blancos muy altos en trajes, con bandas amarillas en los brazos. «Somos policías federales. Nos ha enviado el presidente de Estados Unidos». Estaban ahí para escoltarme a la escuela.

Entré al auto con ellos. No sentí miedo. Llegamos a la escuela y había un montón de personas en la entrada y agentes de policía a caballo y en motocicletas. Todo parecía como un gran evento. Viviendo en Nueva Orleans, pensé que se trataba de las fiestas de Mardi Gras.

Mardi Gras es una gran fiesta de Carnaval en la que participa toda la ciudad y a la que acude gente de todas partes; dura varios días con mucha música, desfiles, carrozas y la costumbre es arrojar collares de colores que permanecen adornando la ciudad todo el año. En el sur del país antiguamente esclavista, algunas autoridades locales y grupos civiles se mostraban fuertemente en contra. Al ver objetos volando y oír los gritos, Ruby no pudo pensar otra cosa:

Jamás imaginé que todo eso era por mí, que habían organizado una manifestación para impedir que yo acudiese a la escuela. Portaban pancartas, coreaban consignas: «Dos, cuatro, seis, ocho, no queremos integrar». Los policías federales me tomaron y me metieron rápidamente en el edificio hasta la oficina del director. Vi cómo la gente de afuera entraba apresurada y me miraban por la ventana, gritando. Fueron a todas las aulas para sacar a sus hijos. Se los llevaron a casa dejando el colegio desierto.

Durante todo el día hubo gritos y más gritos. Unos aparecían sosteniendo una pequeña caja, que era un ataúd de bebé en el cual habían colocado una muñeca negra.
Cuando regresé el segundo día, la escuela estaba vacía. El rector me esperaba en el descanso de la escalera y me indicó dónde quedaba mi clase. Cuando entré vi a una mujer que dijo: «Hola, soy tu maestra. Mi nombre es Sra. Henry». Lo primero que pensé fue: «¡Es blanca!», porque nunca había tenido una profesora blanca y no sabía qué esperar.

Resultó ser la mejor maestra que jamás tuve y amé la escuela por ella. Era una mujer que había llegado desde Boston para enseñarme porque los profesores de la ciudad rehusaban darles clase a niños negros. Fue como una segunda madre para mí y nos convertimos en las mejores amigas.

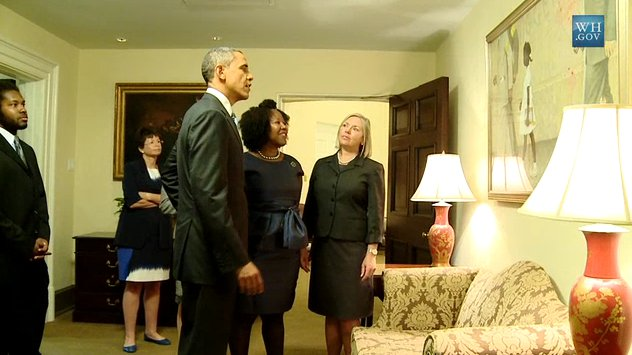
Ruby Bridges con Barack Obama en la Casa Blanca frente a The problem we all live with en 2011.

En el año 1964, el pintor Norman Rockwell la retrata en su pintura The problem we all live with que apareció publicada en la revista Look.
El 8 de enero de 2001, Bridges fue premiada por el presidente de Estados Unidos Bill Clinton. Diez años más tarde, el presidente Barack Obama la recibió en la Casa Blanca.